# Turó de la Torre (el Brull)
El Turó de la Torre és una muntanya de 1.269 metres que es troba entre els municipis del Brull, a la comarca d'Osona i de Tagamanent, a la comarca del Vallès Oriental.